# Мак Квілл
Мак Квілл — (ірл. — Mac Cuill) — персонаж давніх ірландських міфів, легенд, історичних переказів. Згідно середньовічної ірландської історичної традиції — верховний король Ірландії з Племені Богині Дану (Туата Де Даннан (ірл. — Tuatha Dé Danann). Час правління (згідно середньовічної ірландської історичної традиції): 1317—1287 до н. е. (згідно «Історії Ірландії» Джеффрі Кітінга) або 1730—1700 до н. е. роки до н. е. згідно хроніки Чотирьох Майстрів. Син Кермайта (ірл. — Cermait), нащадок чи онук Дагди. Спочатку мав ім'я Ехур (ірл. — Éthur), але потім був названий Мак Квілл — Син Квілла — на честь божества якому поклонявся — священного дерева горіха (від ірл. — Coll — горіх). Тобто, його ім'я можна перекласти як Син Горіха. Згідно легенд, Плем'я Богині Дану, а потім і сиди особливо шанували лісовий горіх (ліщину) як священне дерево. Його дружиною була Банба. За іменем його дружини острів Ірландія інколи називають Банба — особливо у поетичних творах. Він і двоє його братів — Мак Кехт і Мак Грейне (ірл. — Mac Cecht, Mac Gréine) вбили верховного короля Ірландії Луга Довгорукого, здійснюючи помсту за свого батька. Ці троє братів правили Ірланлією спільно 30 років. Вони були останніми королями Племен Богині Дану. Вони вбили Іха — першого вождя мілезійців, який прибув на острів. Потім острів захопили мілезійці.